# 呂宋整鱗蘚
呂宋整鱗蘚（学名：Taxilejeunea luzonensis）为細鱗蘚科整鱗蘚屬下的一个种。其种加词“luzonensis”意为“菲律宾吕宋岛的”。